# Angus King
Angus King (nacido en Alexandria, Virginia, Estados Unidos, 31 de marzo de 1944) es un político estadounidense. Fue el 72.º gobernador de Maine y en 2012 fue elegido senador de los Estados Unidos por Maine como candidato independiente.